# Список автовиробників Іспанії
Це список діючих та ліквідованих автомобільних виробників Іспанії.

## Діючі Виробники

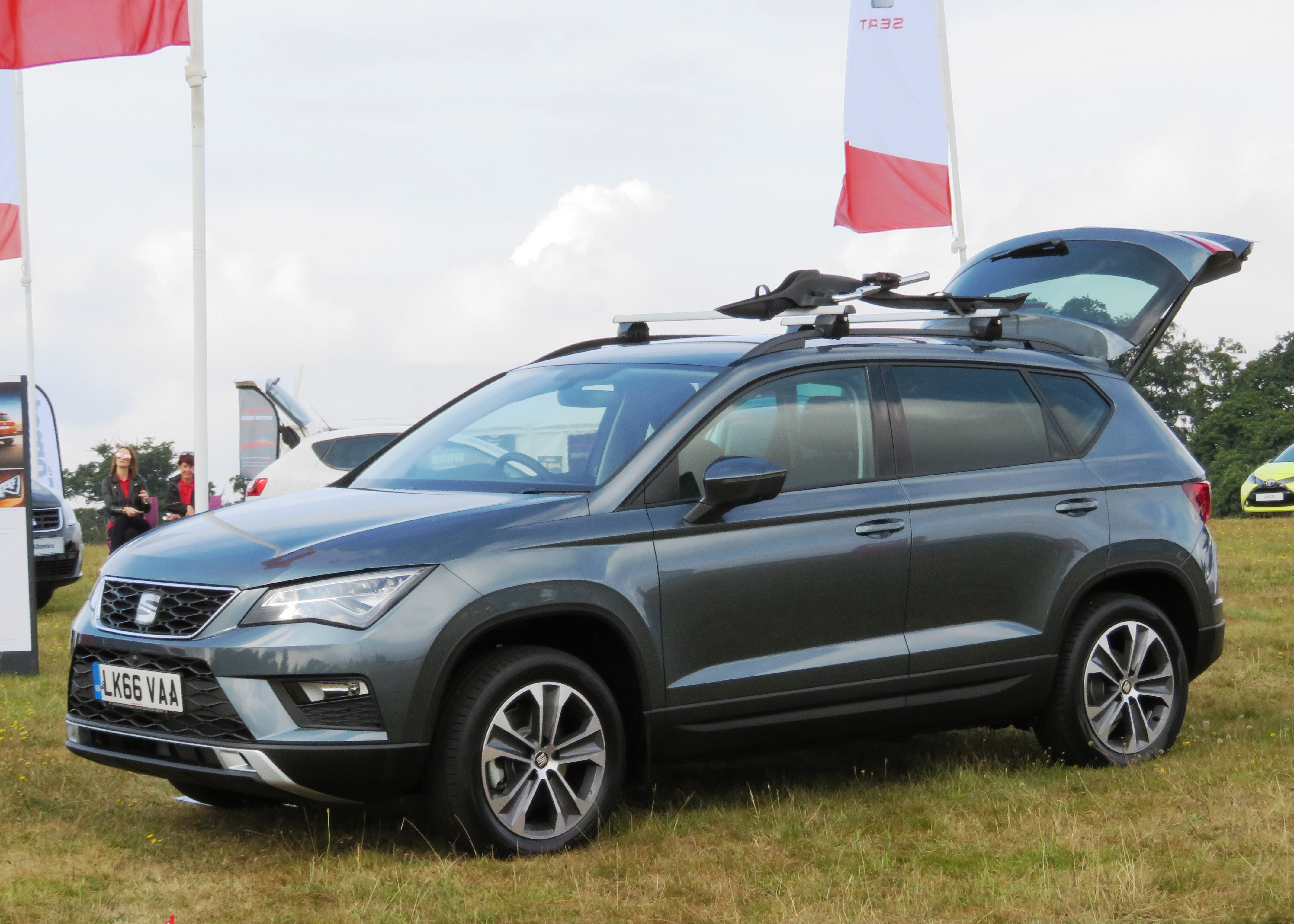
SEAT Ateca

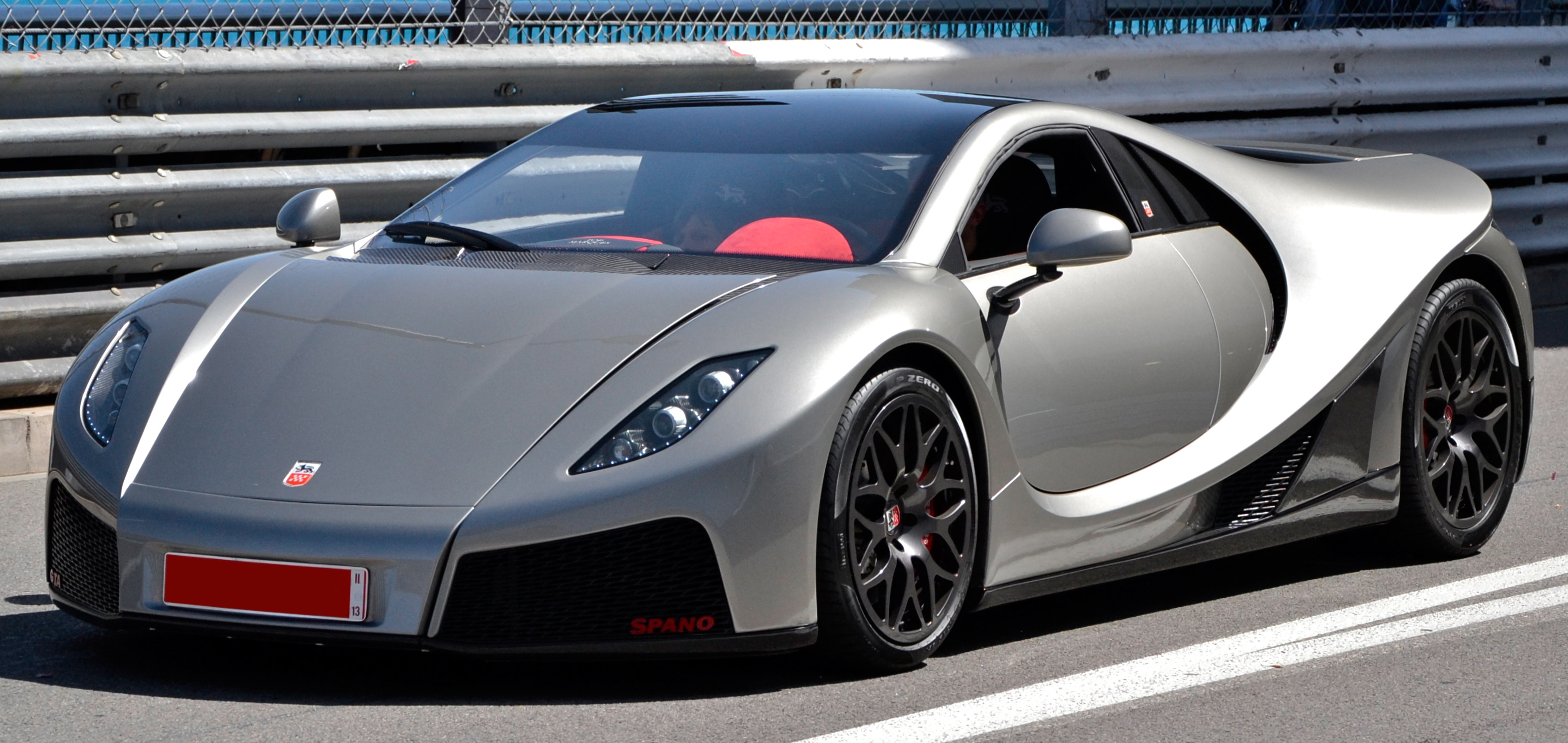
GTA Spano

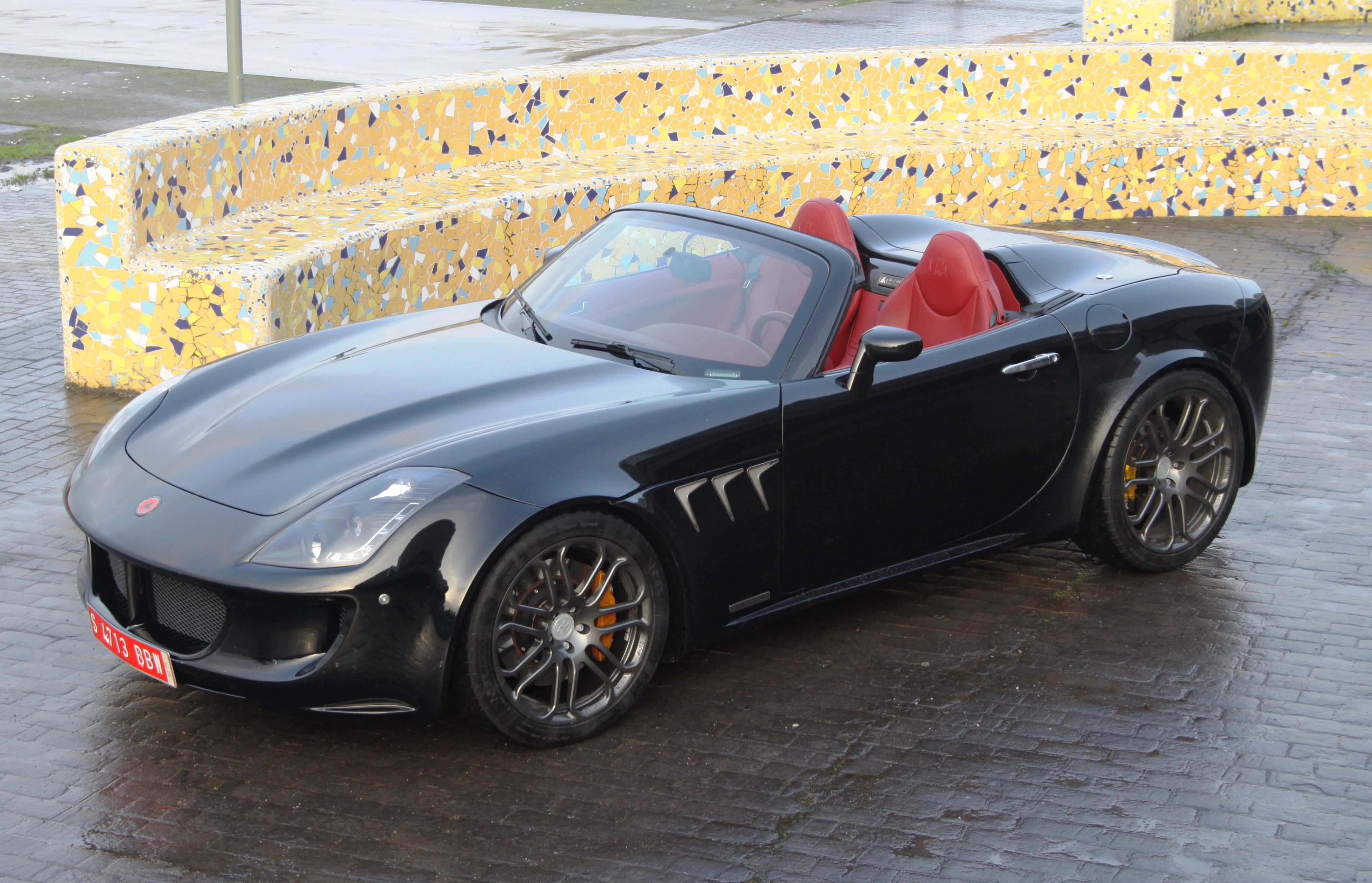
Tauro Sport Auto V8 Spider

### Іспанські Виробники
Іспанські Автовиробники:
- SEAT
- Comarth  [Архівовано 22 березня 2022 у Wayback Machine.]
- Hurtan
- IFR Aspid
- GTA Motor
- Tauro Sport Auto
- Tramontana

Іспанські Виробники Автобусів:
- Beulas
- Carrocerías Ayats
- Carrocera Castrosua
- Indcar
- Irizar
- Nogebus
- Sunsundegui
- UNVI

### Іноземні Виробники
Іноземні автовиробники, які мають заводи в Іспанії:
- Daimler AG (Mercedes-Benz Vitoria‎)
- Ford (Ford Valencia Plant)
- Fiat (Hispano-Fiat‎)
- General Motors (Opel Zaragoza)
- Nissan (Nissan Motor Ibérica)
- PSA Peugeot Citroën (PSA Vigo Plant)
- Renault (Renault Valladolid Factory)

Іноземні автовиробники, які мали заводи в Іспанії:
- Ford (Ford Motor Ibérica)
- Renault (FASA-Renault)
- Tata (Tata Hispano)

## Ліквідовані Виробники

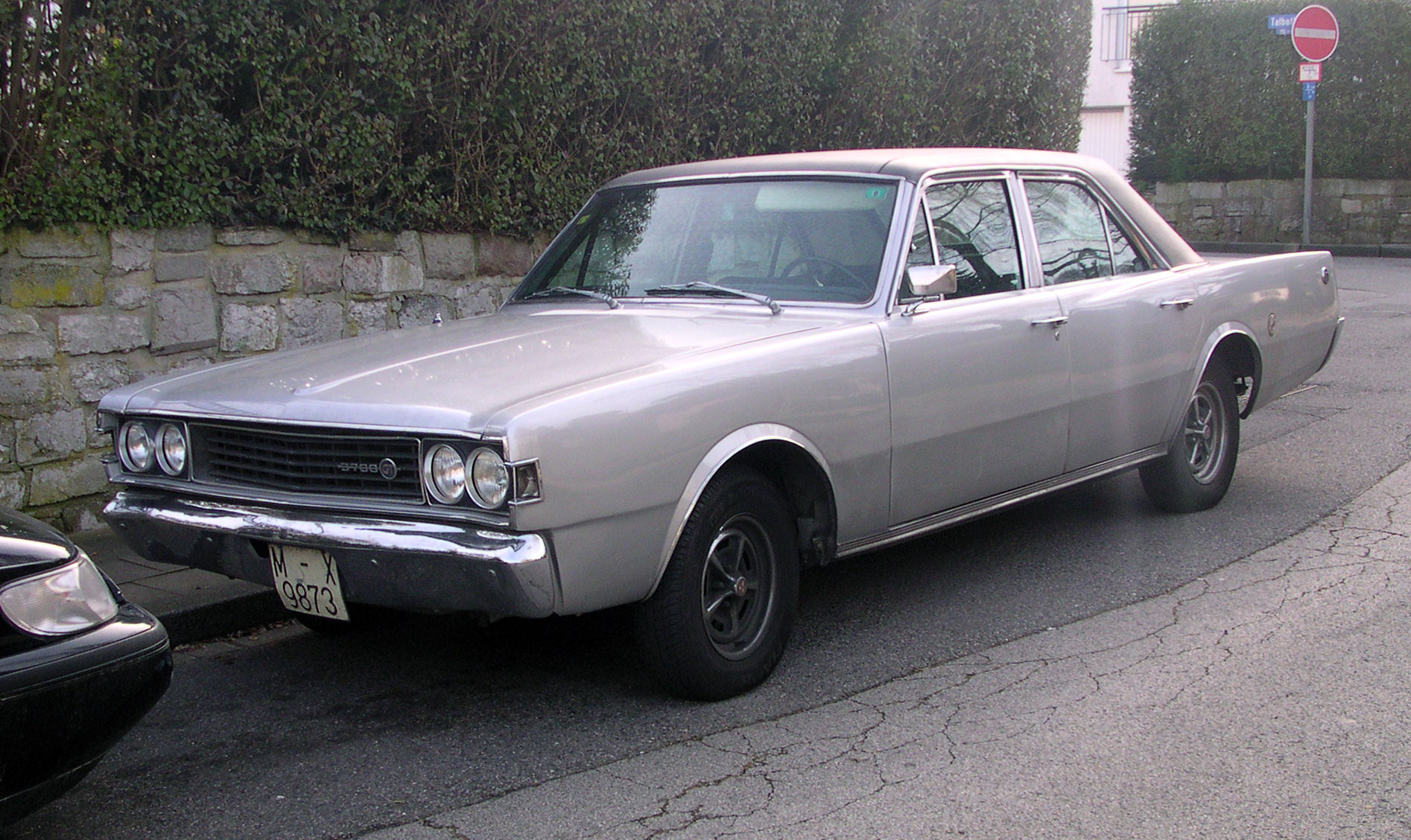
Dodge 3700 (Barreiros‎)

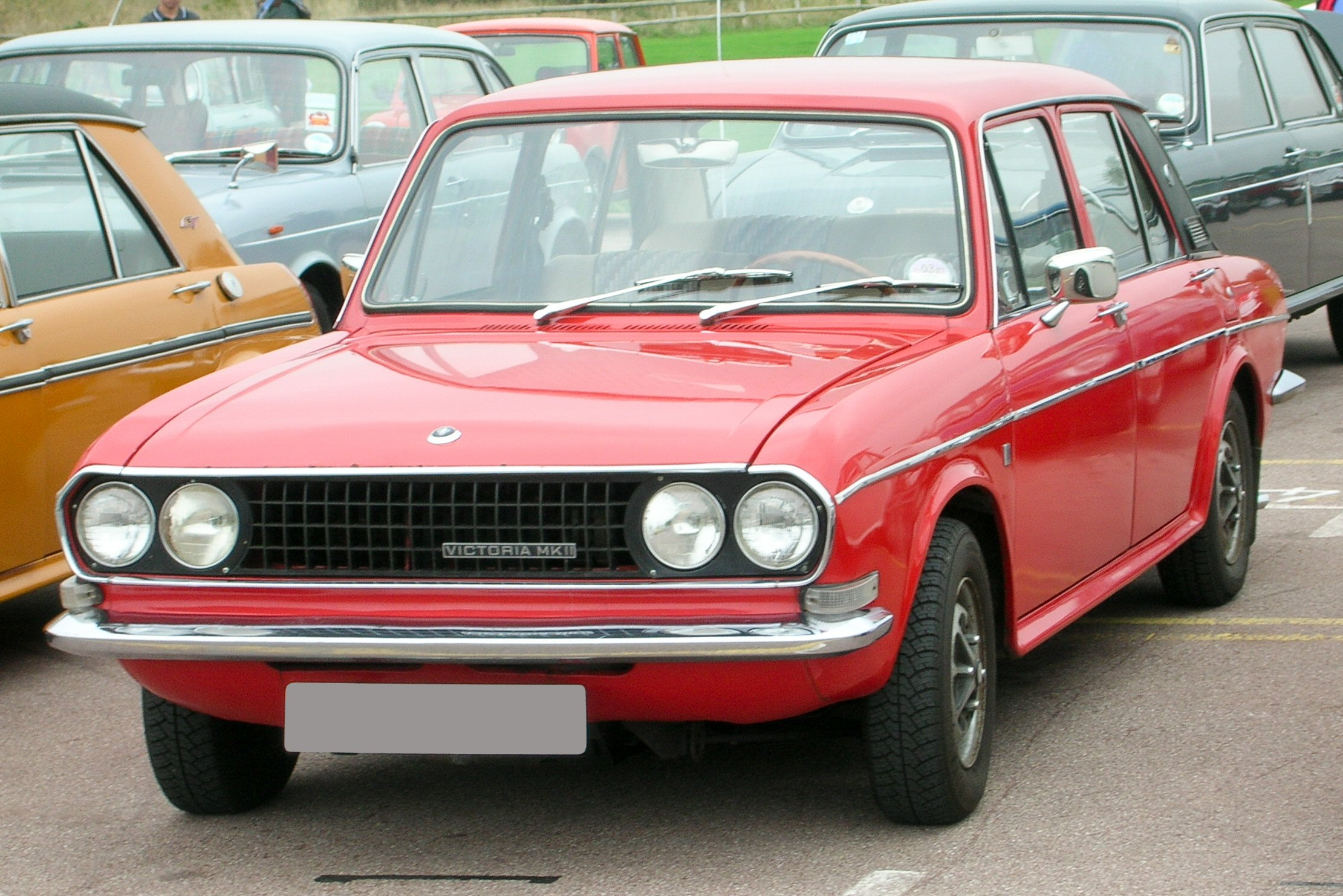
Austin Victoria MKII De Luxe (Authi)‎

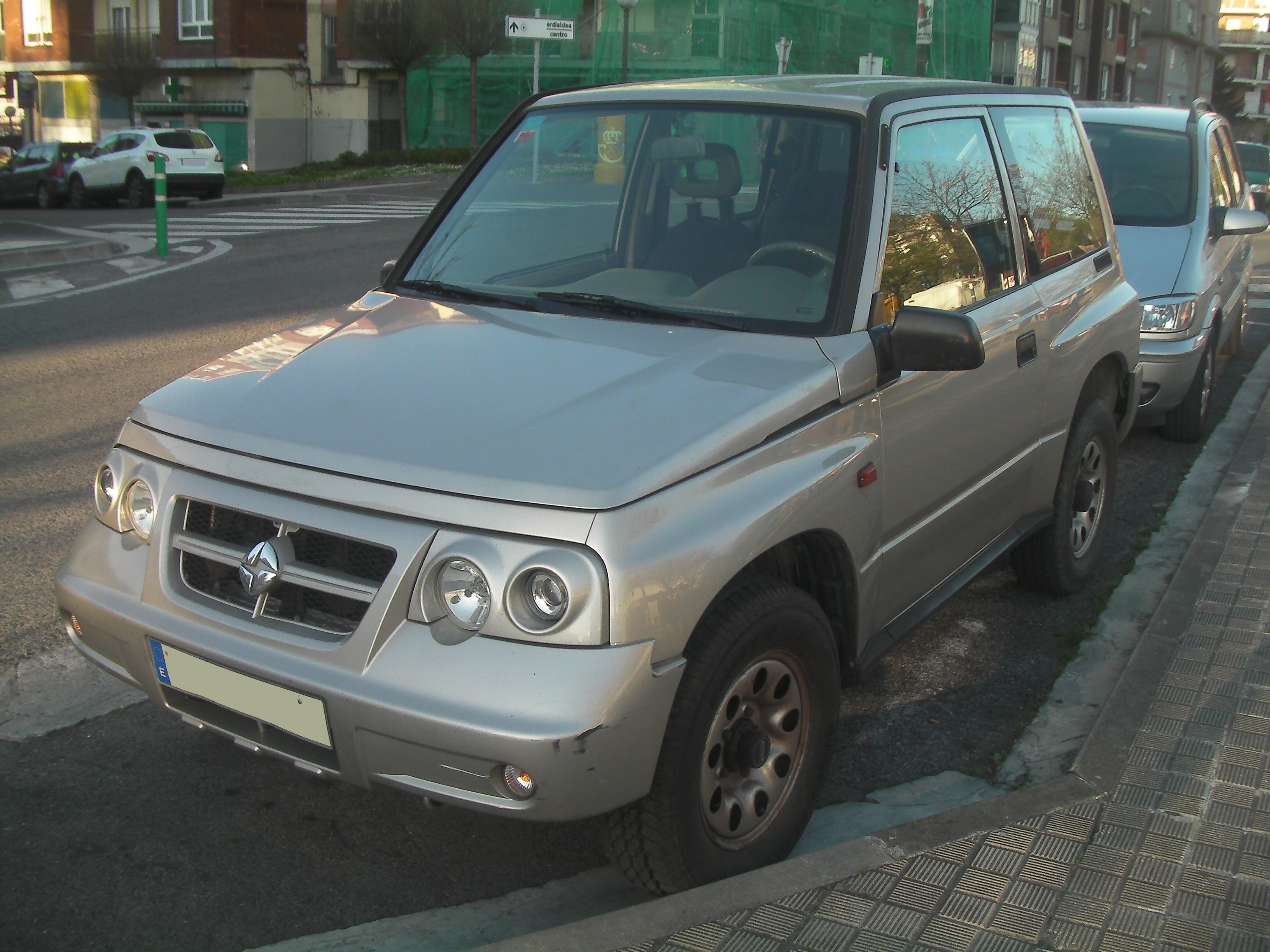
Suzuki Vitara ‎(Santana 300/350‎)

- Abadal (1912—1923; 1930)
- AFA (1943—1944)
- America (1917—1922)
- Anglada (1902—1905)
- Authi (1966—1976)
- Avia
- Barreiros (1951—1969)
- Biscuter (1953—1958)
- Ceyc (1923—1931)
- Clúa (1959—1960)
- Dagsa (1954—1955)
- David (1914—1922; 1951—1957)
- Diaz y Grilló (1914—1922)
- Ebro
- El Fénix (1901—1904)
- Elizalde (1914—1928)
- España (1917—1928)
- Eucort (1946—1953)
- Hispano Aleman (1970—1976)
- Hispano-Guadalajara (1918—1923)
- Hispano-Suiza (1904—1938)
- Hisparco (1924—1929)
- Ideal (1915—1922)
- Imperia-Abadal
- IPV
- Izaro (1922)
- Kapi (1950—1955)
- La Cuadra (1898—1902)
- Landa (1919—1931)
- M.A. Alvarez
- Matas/SRC (1917—1925)
- Mazel
- Munguía Industrial,S.A.
- Nacional G (1939—1940)
- Nacional Pescara (1929—1932)
- Nike (1917—1919)
- Orix (1952—1954)
- Otro Ford (1922—1924)
- Pegaso (1951—1957)
- P.T.V. (1956—1962)
- Ricart-Pérez (1922—1926)
- Santana
- Sava
- TH (1915—1922)
- TZ (1956-c.1969)
- Victoria (1919—1924)